# Sous-titrage en direct
Le sous-titrage en direct est une technique télévisuelle consistant à afficher des textes au bas de l'écran, lors de la diffusion d'un programme diffusé en direct.
Les autorités réglementaires de plusieurs pays obligent les télédiffuseurs à sous-titrer leurs émissions. C'est notamment le cas aux États-Unis, au Royaume-Uni et au Canada, où la plupart des programmes, y compris les journaux télévisés, les émissions d'affaires publiques et les rencontres sportives télédiffusés sont sous-titrés. En France, la Loi handicap datée du 11 février 2005 oblige les chaînes audiovisuelles dont l’audience moyenne annuelle dépasse 2,5 % de l’audience totale des services de télévision à sous-titrer l’ensemble de leurs programmes depuis 2010.
Diverses techniques sont à disposition des chaînes de télévision pour sous-titrer leurs programmes : la vélotypie, la dactylographie, la sténotypie assistée par ordinateur et la reconnaissance vocale.

## La vélotypie
La vélotypie, désigne la transcription en direct lorsqu’elle est réalisée à l’aide du clavier vélotype, qui permet d’écrire à la vitesse de la parole. Le Velotype est un clavier intelligent, de saisie rapide et orthographique.
La vélotypie met en œuvre les principes de l'écriture syllabique. On produit la syllabe en frappant simultanément plusieurs touches, en un accord, tout comme le ferait un pianiste. Le clavier présente 37 touches réparties en trois groupes : consonnes initiales, voyelles et consonnes finales. La partie informatique du Velotype se charge de placer les caractères de la syllabe dans le bon ordre : c'est ce qui fait toute son originalité et son efficacité.
Au-delà, il est impératif que le Velotype soit utilisé par un opérateur compétent, car l'outil informatique n'est rien sans la compétence humaine. Efficace, cette méthode demande un apprentissage poussé avant d’être bien maîtrisée.

### La dactylographie
L’opérateur écoute l’émission et tape sur son clavier les propos dictés. Cette méthode demande une organisation et des moyens importants dans le cadre d’une opération de sous-titrage en direct et n’est peut-être pas tout à fait adaptée à ce type d’usage.

### La sténotypie assistée par ordinateur
La sténotypie assistée par ordinateur utilise les principes de l’écriture phonétique. Il s’agit en fait de transcrire des sons en temps réel par le biais de codes phonétiques qui sont automatiquement traduits par l’ordinateur en texte à l’écran en direct à plus de 210 mots par minute.
Depuis la modélisation informatique de la langue française développée par IBM France dans les années quatre-vingt, il existe un logiciel, TASF+, repris depuis par la Sténotype Grandjean, qui permet aux personnes malentendantes de disposer en temps réel et sous forme de texte du propos prononcé, soit sur un écran, soit incrusté dans une image.  Modifié par un centre de recherche du Québec pour en améliorer le taux d'exactitude, Tasf+ a donné naissance à Mediatex (utilisé pour le sous-titrage des émissions en français de CBS, la radio-télévision publique du Canada). 
Depuis 2008, le logiciel Stentor, développé par la société SténoMédia, permet également le sous-titrage en direct ou en différé.
Stenotype Grandjean, développeur historique de logiciels de sous-titrage avec IBM, propose le logiciel TIRO pour le sous-titrage en direct et en différé.

### La reconnaissance vocale
Le principe d'opération de base est la reconnaissance vocale directe d'une source audio en direct. Afin de corriger une éventuelle faible performance de la reconnaissance vocale due, par exemple, à une mauvaise qualité de la source audio, un bruit de fond important, un environnement sonore bruyant, des interlocuteurs avec un fort accent, etc., et principalement afin de permettre une transcription rapide et efficace avec l'ajout de ponctuation et de formatage, les opérateurs répètent dans un micro ce qui est dit, en dictant la ponctuation. Cet opérateur est surnommé "le perroquet". Le logiciel retranscrit le mot en fonction du son et des probabilités. Une deuxième personne apporte les corrections éventuelles au texte, qui est ensuite envoyé. 
Le correcteur/validateur est optionnel pour des langues comme l’anglais. En revanche, la complexité de la langue française impose le travail d’un correcteur pour obtenir un sous-titrage complet, détaillé et de qualité. 
Avec un décalage de 4 secondes, cette technique permet d’obtenir un sous-titrage complet, de qualité en un temps record. Cette technique séduit les chaînes françaises de par le résultat obtenu et le coût moindre engendré.
À ce jour, il existe trois logiciels en langue française : "EasyDirect Lite"  de la société LEGIRIK basée sur la technologie Dragon Naturally Speaking ,  « PROTITLE Live » de NINSIGHT intégrant la technologie de reconnaissance vocale SPEECH Root des laboratoires IBM et les solutions de la société SYSMEDIA.